# Tonle Bati
Tonle Bati is een meer in Cambodja, ongeveer 30 kilometer ten zuiden van Phnom Penh. Het is een populaire plaats van de lokale bevolking om in het weekend te verblijven. Het is ook een populaire plaats om te vissen bij zowel toeristen als de lokale bevolking.
Vlak bij het meer ligt een tempel Ta Prohm gebouwd in de 12e eeuw door Jayavarman VII.
Twintig minuten ten zuiden van het meer ligt een andere tempel genaamd: Phnom Chissor. Deze tempel ligt op een bergtop die bereikbaar is via 461 traptreden.